# معین‌آباد (زیرکوه)
معین آباد روستایی در دهستان زیرکوه بخش مرکزی شهرستان زیرکوه استان خراسان جنوبی ایران است. بر پایه سرشماری عمومی نفوس و مسکن در سال ۱۳۹۰ جمعیت این روستا ۹ نفر (در ۵ خانوار) بوده است.